# Синюха северная
Синю́ха се́верная (лат. Polemonium boreale) — вид двудольных растений рода Синюха (Polemonium) семейства Синюховые (Polemoniaceae). Впервые описана российским ботаником Михаилом Ивановичем Адамсом в 1817 году.
Синоним — Синюха голоно́гая (Polemonium nudipedum Klokov).

## Ботаническое описание
Многолетнее травянистое растение.
Стебли восходящие или прямостоячие, высотой 15—20 см, опушённые, как правило, слабо- или неразветвлённые.
Листья в основном прикорневые; стеблевые листья черешковые, по 1—2 на растении, опушены снизу и по краям.
Соцветие почти щитковидное, укороченное, с 3—6 цветками с ярким фиолетово-синим венчиком и густомохнатой чашечкой.
Плод — коробочка.
Число хромосом — 2n=18.

## Распространение и среда обитания

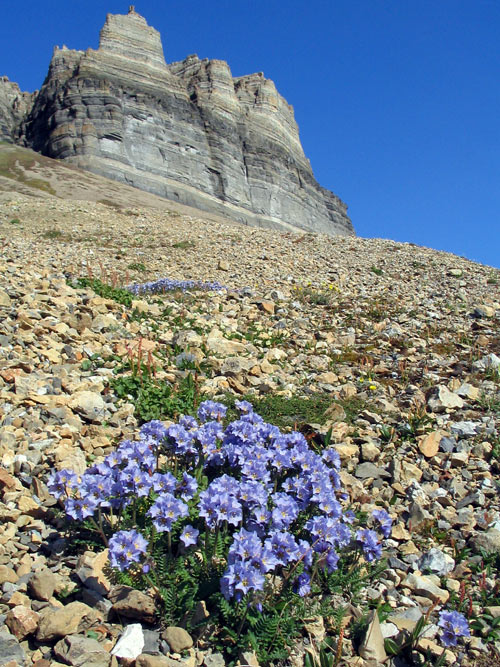
Группа цветущих растений в естественной среде обитания. Шпицберген, Норвегия

Известна из Норвегии (включая Шпицберген), Финляндии, России (от севера европейской части до Дальнего Востока), Монголии, США (штат Аляска), Канады (Британская Колумбия, Северо-Западные территории и Юкон) и Гренландии.
Произрастает на прибрежных песках, в мохово-лишайниковых тундрах и в лесах (на галечниках и песках по берегам рек).

## Значение и применение
Летом охотно поедается северным оленем (Rangifer tarandus).

## Природоохранная ситуация
Синюха северная занесена в Красные книги Мурманской, Тюменской областей, республик Карелия, Коми и Ханты-Мансийского и Ямало-Ненецкого автономных округов (Россия).